# Myosotis cheesemannii
Myosotis cheesemannii är en strävbladig växtart som beskrevs av Donald Petrie. Myosotis cheesemannii ingår i släktet förgätmigejer, och familjen strävbladiga växter. Inga underarter finns listade i Catalogue of Life.